# Monasterio de Yuste
Monasterio de Yuste este o arie protejată (arie specială de conservare — SAC, sit de importanță comunitară — SCI) din Spania întinsă pe o suprafață de 13,81 ha, integral pe uscat.

## Localizare
Centrul sitului Monasterio de Yuste este situat la coordonatele 40°06′53″N 5°44′10″W / 40.114722°N 5.736111°V.

## Înființare
Situl Monasterio de Yuste a fost declarat sit de importanță comunitară în februarie 2004 pentru a proteja 8 specii de animale. Situl a fost protejat și ca arie specială de conservare în mai 2015.

## Biodiversitate
Situată în ecoregiunea mediteraneană, aria protejată conține 1 habitat natural: Păduri de stejar galițio-portugheze cu Quercus robur și Quercus pyrenaica.
La baza desemnării sitului se află mai multe specii protejate:
- mamifere (7): liliac cu aripi lungi (Miniopterus schreibersii), liliac cărămiziu (Myotis emarginatus), liliac comun (Myotis myotis), liliacul mediteranean cu potcoavă (Rhinolophus euryale), liliacul mare cu potcoavă (Rhinolophus ferrumequinum), liliacul mic cu potcoavă (Rhinolophus hipposideros), liliacul cu potcoavă a lui méhely (Rhinolophus mehelyi)
- nevertebrate (1): rădașcă (Lucanus cervus)

Pe lângă speciile protejate, pe teritoriul sitului au mai fost identificate 4 specii de mamifere.